# 2015年中国女子足球超霸杯
2015年中国女子足球超霸杯是2015年由中国足球协会主办的一项足球锦标赛，由2015年中国女子足球超级联赛冠军上海国泰君安永柏对阵2015年中国女子足球锦标赛冠军山东。比赛于2015年11月24日在广东省佛山市的高明体育中心举行。最终山东以2比1的比分击败上海国泰君安永柏，夺得队史首座超霸杯。

## 赛事数据
| 2015年11月24日 14:00 UTC+8 |

| 上海国泰君安永柏 | 1 - 2 | 山东                    |
| ---------------- | ----- | ----------------------- |
| 唐佳丽 30'       | 报告  | 李婷婷 17' · 王婷婷 28' |

| 佛山，高明体育中心 |

### 首发及换人
上海国泰君安永柏：（4-4-2）1-赵丽娜；12-王盈盈、3-刘洁茹、4-李佳悦、7-张馨；16-施天伦、11-邱芳芳（68’13-杨莉娜）、17-朱蓓燕（58’25-刘俊）、8-黄旖旎（50’6-林海珍）；9-缪斯雯、18-唐佳丽（78’27-闫锦锦）

山东：（4-5-1）22-王婷；3-吴海燕、18-邵丹、16-万鑫鑫、2-王璇；7-李婷婷、13-李影、25-黄彩辉（58’19-李艳飞）、27-张文昭（58’8-张程雪）、10-王婷婷；23-赵雪（87’12-王璐）